# Bianchi 16 HP
Der Bianchi 16 HP ist ein Pkw-Modell. Hersteller war Bianchi aus Italien. Als Nachfolger kann der Bianchi Tipo A angesehen werden.

## Beschreibung
Bianchi bot in zwei verschiedenen Jahren ein Modell mit dieser Bezeichnung an. Eine durchgängige Produktion ist unklar, aber zumindest für 1903 unwahrscheinlich.
Das Modell aus dem Verkaufskatalog von 1902 hatte einen Vierzylindermotor mit 16 PS Leistung. Als Motorenhersteller ist Ateliers Veuve A. de Mesmay genannt, es konnten aber auch Motoren anderer Hersteller verwendet werden. Der Motor war vorn längs eingebaut. Er trieb über eine Welle und zwei Ketten die Hinterräder an. Als Karosseriebauform ist ein Tonneau bekannt.
Das Fahrzeug von 1907 war eine Limousine mit separatem Abteil für die Passagiere. Für den Fahrer gab es weder Türen noch Seitenscheiben, aber immerhin eine Windschutzscheibe und ein Dach.